# 拉莫特弗伊
拉莫特弗伊（法語：La Motte-Feuilly，法語發音：[la mɔt fœji]）是法国安德尔省的一个市镇，位于该省东南部，属于拉沙特尔区。

## 地理
拉莫特弗伊（46°32'31"N, 2°5'23"E）面积5.68 平方千米，位于法国中央-卢瓦尔河谷大区安德尔省，该省份为法国中部省份，北起卢瓦-谢尔省，西北接安德尔-卢瓦尔省，西南接维埃纳省，南至克勒兹省和上维埃纳省，东临谢尔省。
与拉莫特弗伊接壤的市镇（或旧市镇、城区）包括：布里扬特、尚皮耶、弗西讷、蒙勒维克、安德尔河畔圣塞韦尔。

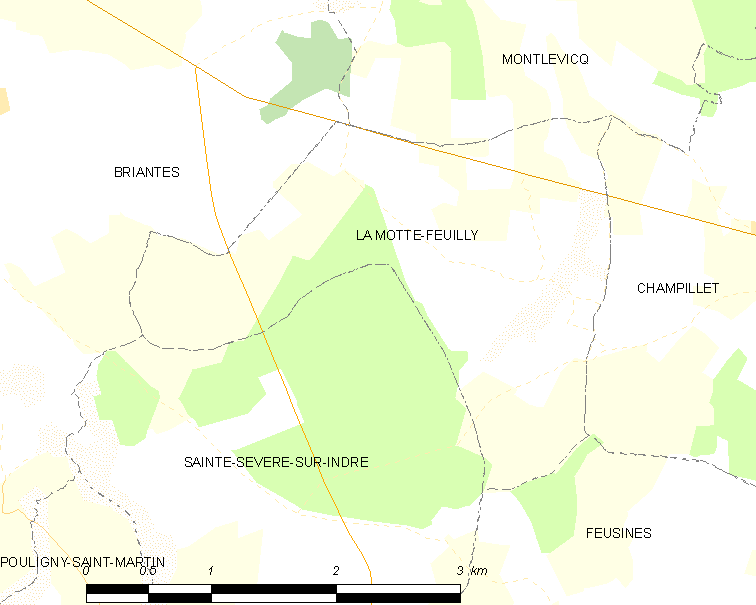
拉莫特弗伊的OSM定位图

拉莫特弗伊的时区为UTC+01:00、UTC+02:00（夏令时）。

## 行政
拉莫特弗伊的邮政编码为36160，INSEE市镇编码为36132。

## 政治
拉莫特弗伊所属的省级选区为拉沙特尔县。

## 人口

1962-2008年间拉莫特弗伊人口变化图示

拉莫特弗伊于2022年1月1日时的人口数量为74人。